# Rugby Calvisano
El Rugby Calvisano es un club italiano de rugby con su base en la localidad de Calvisano, en Lombardía.
El club militó en categorías inferiores de las ligas de rugby italianas desde su fundación en 1970 hasta que en 1999 adquirió los derechos deportivos del Amatori Milano para participar en la máxima categoría.
Durante la primera década del siglo XXI el club Rugby Calvisano siempre ha estado en posiciones de honor, alcanzando en 7 ocasiones la final por el título. Tras 4 finales perdidas en 2001, 2002, 2003 y 2004, en 2005 Rugby Calvisano logró al fin conquistar el título de liga por primera vez. En 2006 volvió a caer derrotado en la final, pero en 2008 se resarció logrando su segundo campeonato.
En 2009 el club se vio forzado por motivos económicos a abandonar la máxima categoría del rugby italiano, el Super 10, de manera que en la temporada 2009/10 compitió en la Serie A2. En la temporada 2010/11 competirá en la Serie A1, que es la segunda división del rugby italiano.

## Títulos
- Liga Italiana de Rugby = (7) 2004-05, 2007-08, 2011-12, 2013-14, 2014-15, 2016-17, 2018-19
- Copa Italiana de Rugby = (3) 2003-04, 2011-12, 2014-15.
- Supercopa de Italia (1): 2008.
- Segunda División de Italia = (1) 2010-11